# Cratere Cliodhna
Cliodhna  è un cratere sulla superficie di Europa.